# Chetnole (stacja kolejowa)
Chetnole – stacja kolejowa we wsi Chetnole w hrabstwie Dorset, na linii Heart of Wessex z Bristolu do Weymouth.

## Ruch pasażerski
Ze stacji korzysta ok. 1768 pasażerów rocznie (dane za rok 2021/2022). Posiada bezpośrednie połączenia z Bristolem, Bath Spa i  Weymouth. Pociągi odjeżdżają ze stacji w odstępach dwugodzinnych w każdą stronę.

## Obsługa pasażerów
Stacja nie dysponuje parkingiem samochodowym ani parkingiem rowerowym. Odprawa podróżnych odbywa się w pociągu.